# Ross 248
Pour les articles homonymes, voir Ross.
Désignations
Ross 248 est une étoile naine rouge située à 3,16 pc ou 10,31 années-lumière de la Terre. C'est une étoile éruptive qui augmente occasionnellement de luminosité. Sa plus proche voisine est Groombridge 34 (GX et GQ Andromedae), distante d'à peine ∼ 1,54 a.l. (∼ 0,472 pc).
Cette étoile a été cataloguée par Frank Elmore Ross en 1926 avec sa seconde liste des mouvements propres d'étoiles. Elle porte également la désignation d'étoile variable HH Andromedae et la désignation Gliese 905 dans le catalogue Gliese.

## Caractéristiques
Cette étoile a une masse d'environ 12 % de la masse solaire pour un rayon de 16 % du rayon solaire. Sa luminosité est de 0,2 % de la luminosité solaire. C'est une étoile éruptive qui parfois augmente en luminosité. Il y a aussi une grande probabilité qu'il y ait une variabilité avec une période de 4,2 ans. Cette variabilité s'étale en magnitude apparente de 12,23 à 12,34. En 1950, elle fut la première étoile à avoir une faible variation de magnitude attribuée aux taches sur sa photosphère.

## Recherche de compagnons
Des observations à long terme de cette étoile par l'observatoire Sproul ne montrent pas de perturbations astrométriques par un compagnon invisible. Le déplacement propre de cette étoile a été examiné pour rechercher une naine brune ou un compagnon stellaire orbitant à grande distance (entre 100 à 1 400 UA) mais rien n'a été trouvé. Une recherche d'un compagnon très peu lumineux avec le Télescope spatial Hubble et sa caméra planétaire à grand champ n'a rien révélé, et non plus une recherche faite avec l'interféromètre à proche infrarouge.
Néanmoins, aucune de ces recherches n'exclut un compagnon plus petit que ce que le minimum de détection[C'est-à-dire ?] pourrait mettre en évidence.

## Mouvement relatif au système solaire
La trajectoire de Ross 248 l'amène à se rapprocher progressivement du Système solaire. En 1993, Matthews suggéra que dans environ 33 000 ans Ross 248 sera l'étoile la plus proche du Soleil, s'approchant à une distance minimale de 3,024 al dans 36 000 ans. Néanmoins, elle s'éloignera ensuite et redeviendra plus lointaine du Soleil que Proxima du Centaure dans 42 000 ans.

Distances des étoiles les plus proches, de 20000 ans auparavant à 80000 ans dans le futur. Proxima du Centaure est représentée par la courbe jaune-clair.

### Approche deVoyager 2
La sonde spatiale Voyager 2 a une trajectoire l'approchant de Ross 248. Dans un peu plus de 40 000 ans, elle fera son passage le plus proche de l'étoile, à environ 1,76 al.